# Azizija džamija (Bosanski Šamac)
Azizija džamija je džamija koja se nalazi u Bosanskom Šamcu. 

## Povijest
Protjerivanjem Bošnjaka iz Srbije rezultiralo je stvaranjem naselja Bosanski Šamac 1863. godine. Protjerivanje Bošnjaka iz Srbije i to iz naselja Užice,  Šabac, Sokol i Beograd odigralo se na početku šezdesetih godina 19. stoljeća na osnovu dogovora Osmanske porte i vlade 
Kneževine Srbije kao i tzv. Kanlidžijskog protokola potpisanog od Ujedinjenog Kraljevstva, Francuske, Rusije i Austro-Ugarske.
Osmanska vlada je za smještaj izbjeglica izgradila nekoliko novih naselja u sjevernoj Bosni: Brezovo Polje, Orašje, Bosanski Šamac, Bosansku Kostajnicu. Bosanski Šamac se u početku zvao Gornja Azizija po sultanu Abdul Azizu koji je tada vladao Osmanskim Carstvom.
Azizija džamija u Bosanskom Šamcu je izgrađena 1866. godine. Kao i grad, dobila je ime po osnivaču tadašnjeg grada Gornja Azizija, sultanu Abdul Azizu. U tom razdoblju bila je pod zaštitom države kao vrijedan graditeljski spomenik i najstariji objekt kulturno–povijesnog nasljeđa tog područja. Tijekom rata u Bosne i Hercegovine, pripadnici Vojske Republike Srpske su je 1992. godine srušili do temelja. Nova džamija izgrađena je u razbolju od 2004 do 2006. godine na istom mjestu, u glavnom gradskom parku, gdje se nalazila i prije rata.
Oštećenja na ovom objektu nastala su tijekom poplava 2014. godine, prije svečanog otvaranja. Štete su sanirane. Unutar harem džamije nalazi se turbe drugog predsjednika SDA, Sulejmana Tihića.

## Vanjske povezice
Džamija Azizija